# Florestas sagradas dos caias dos mijiquendas
As florestas sagradas dos caias dos mijiquendas são um Patrimônio Mundial da UNESCO, localizados no Quênia e inscritos em 2008. Consistem em 11 florestas situadas a mais de 200 quilômetros ao longo da costa do Quênia contendo vestígios de numerosas vilas fortificadas, conhecidas como caias (kayas), feitas pelos mijiquendas. Os caias foram criados no século XVI, mas abandonados em 1940, e agora são considerados as moradas dos antepassados e venerados como locais sagrados e, como tal, mantidos por conselhos de anciões. O local é testemunha única da cultura e tradição de quem viveu ali.